# Spurgle
Spurgle (do 1945 r. niem. Sporgeln) – wieś w Polsce położona w województwie warmińsko-mazurskim, w powiecie bartoszyckim, w gminie Bartoszyce. W latach 1975–1998 miejscowość administracyjnie należała do województwa olsztyńskiego.

## Historia
W 1889 roku był to majątek ziemski obejmujący 265 ha. Należał do rodu von der Gröben.
W roku 1983 we wsi było 8 domów (15 mieszkań) z 52 mieszkańcami oraz 12 indywidualnych gospodarstw rolnych o łącznej powierzchni 165 ha. W gospodarstwach tych hodowano łącznie 95 sztuk bydła (w tym 71 krów mlecznych), 72 sztuki trzody chlewnej, 13 koni i jedną owcę.